# Хараламбос Стакопулос
Хараламбос Стакопулос или Стакос (на гръцки: Χαράλαμπος Στακόπουλος, Στάκος, Христос Цаусис) е гръцки революционер, деец на гръцката въоръжена пропаганда в Македония.

## Биография
Хараламбос Стакопулос е роден в солунското село Балджа, тогава в Османската империя, днес Мелисохори, Гърция. Включва се в гръцката въоръжена съпротива срещу българските чети на ВМОРО и оглавява собствена чета, действаща в Солунско, Лъгадинско и в района на Ениджевардарското езеро.